# Pływanie na Letnich Igrzyskach Olimpijskich 1988 – 100 m stylem motylkowym kobiet
100 m stylem motylkowym kobiet – jedna z konkurencji pływackich, które odbyły się podczas XXIV Igrzysk Olimpijskich w Seulu. Eliminacje i finały miały miejsce 23 września 1988 roku.
Mistrzynią olimpijską została reprezentująca NRD Kristin Otto, która czasem 59,00 pobiła rekord olimpijski i Europy. Srebrny medal zdobyła rodaczka Otto, Birte Weigang (59,45). Na najniższym stopniu podium stanęła Chinka Qian Hong (59,52).

## Rekordy
Przed zawodami rekord świata i rekord olimpijski wyglądały następująco:
| Rekord            | Zawodniczka     | Czas  | Miejsce     | Data             |
| ----------------- | --------------- | ----- | ----------- | ---------------- |
| Rekord świata     | Mary T. Meagher | 57,93 | Brown Deer  | 16 sierpnia 1981 |
| Rekord olimpijski | Mary T. Meagher | 59,05 | Los Angeles | 30 lipca 1984    |

W trakcie zawodów ustanowiono następujące rekordy:
| Data        | Etap konkurencji | Zawodniczka  | Czas  | Rekord |
| ----------- | ---------------- | ------------ | ----- | ------ |
| 23 września | finał A          | Kristin Otto | 59,00 | OR     |

## Wyniki

### Eliminacje
Najszybsze osiem zawodniczek zakwalifikowało się do finału A (Q), a kolejne osiem do finału B (q).
| Miejsce | Wyścig | Zawodniczka           | Państwo           | Czas    | Uwagi |
| ------- | ------ | --------------------- | ----------------- | ------- | ----- |
| 1.      | 5      | Catherine Plewinski   | Francja           | 59,34   | Q     |
| 2.      | 4      | Birte Weigang         | NRD               | 59,97   | Q     |
| 3.      | 5      | Kristin Otto          | NRD               | 1:00,40 | Q     |
| 4.      | 4      | Qian Hong             | Chiny             | 1:00,66 | Q     |
| 5.      | 5      | Conny van Bentum      | Holandia          | 1:00,94 | Q     |
| 6.      | 3      | Janel Jorgensen       | Stany Zjednoczone | 1:00,97 | Q     |
| 7.      | 4      | Wang Xiaohong         | Chiny             | 1:01,18 | Q     |
| 8.      | 3      | Mary T. Meagher       | Stany Zjednoczone | 1:01,48 | Q     |
| 9.      | 5      | Switłana Kopczykowa   | ZSRR              | 1:01,85 | q     |
| 10.     | 5      | Fiona Alessandri      | Australia         | 1:01,90 | q     |
| 11.     | 3      | Newjana Mitewa        | Bułgaria          | 1:02,01 | q     |
| 12.     | 3      | Kiyomi Takahashi      | Japonia           | 1:02,04 | q     |
| 13.     | 3      | Ilaria Tocchini       | Włochy            | 1:02,07 | q     |
| 14.     | 4      | Jacqueline Delord     | Francja           | 1:02,24 | q     |
| 15.     | 5      | Gabi Reha             | RFN               | 1:02,27 | q     |
| 16.     | 4      | Takayo Kitano         | Japonia           | 1:02,39 | q     |
| 17.     | 2      | María Luisa Fernández | Hiszpania         | 1:02,47 |       |
| 18.     | 4      | Caroline Foot         | Wielka Brytania   | 1:02,76 |       |
| 19.     | 4      | Ina Beyermann         | RFN               | 1:02,85 |       |
| 20.     | 5      | Jane Kerr             | Kanada            | 1:02,91 |       |
| 21.     | 3      | Annabelle Cripps      | Wielka Brytania   | 1:03,34 |       |
| 22.     | 5      | Agneta Eriksson       | Szwecja           | 1:03,45 |       |
| 23.     | 4      | Andrea Nugent         | Kanada            | 1:03,69 |       |
| 24.     | 3      | Emanuela Viola        | Włochy            | 1:03,91 |       |
| 24.     | 3      | Stela Pura            | Rumunia           | 1:03,91 |       |
| 26.     | 2      | Lee Hong-mi           | Korea Południowa  | 1:04,36 |       |
| 27.     | 2      | Sandra Neves          | Portugalia        | 1:04,60 |       |
| 28.     | 2      | Blanca Morales        | Gwatemala         | 1:05,02 |       |
| 29.     | 2      | Marlene Bruten        | Meksyk            | 1:05,37 |       |
| 30.     | 2      | Kim Su-jin            | Korea Południowa  | 1:06,14 |       |
| 31.     | 2      | Hung Cee Kay          | Hongkong          | 1:06,94 |       |
| 32.     | 2      | Chang Hui-chien       | Chińskie Tajpej   | 1:07,36 |       |
| 33.     | 1      | Marcela Cuesta        | Kostaryka         | 1:07,66 |       |
| 34.     | 1      | Nguyễn Kiều Oanh      | Wietnam           | 1:07,96 |       |
| 35.     | 1      | Ana Joselina Fortin   | Honduras          | 1:07,99 |       |
| 36.     | 1      | Annemarie Munk        | Hongkong          | 1:08,35 |       |
| 37.     | 1      | Sharon Pickering      | Fidżi             | 1:10,51 |       |
| 38.     | 1      | Cina Munch            | Fidżi             | 1:12,03 |       |
| 39.     | 1      | Elsa Freire           | Angola            | 1:12,27 |       |
| 40.     | 1      | Barbara Gayle         | Guam              | 1:12,84 |       |

### Finały

#### Finał B
| Miejsce | Tor | Zawodniczka         | Państwo   | Czas    | Uwagi |
| ------- | --- | ------------------- | --------- | ------- | ----- |
| 1.      | 4   | Switłana Kopczykowa | ZSRR      | 1:01,48 |       |
| 2.      | 6   | Kiyomi Takahashi    | Japonia   | 1:01,80 |       |
| 3.      | 7   | Jacqueline Delord   | Francja   | 1:02,45 |       |
| 4.      | 3   | Newjana Mitewa      | Bułgaria  | 1:02,47 |       |
| 5.      | 5   | Fiona Alessandri    | Australia | 1:02,51 |       |
| 6.      | 8   | Takayo Kitano       | Japonia   | 1:02,53 |       |
| 7.      | 1   | Gabi Reha           | RFN       | 1:02,63 |       |
| 8.      | 2   | Ilaria Tocchini     | Włochy    | 1:02,78 |       |

#### Finał A
| Miejsce | Tor | Zawodniczka         | Państwo           | Czas    | Uwagi |
| ------- | --- | ------------------- | ----------------- | ------- | ----- |
| 1 !     | 3   | Kristin Otto        | NRD               | 59,00   | ,     |
| 2 !     | 5   | Birte Weigang       | NRD               | 59,45   |       |
| 3 !     | 6   | Qian Hong           | Chiny             | 59,52   |       |
| 4.      | 4   | Catherine Plewinski | Francja           | 59,58   |       |
| 5.      | 7   | Janel Jorgensen     | Stany Zjednoczone | 1:00,48 |       |
| 6.      | 2   | Conny van Bentum    | Holandia          | 1:00,62 |       |
| 7.      | 8   | Mary T. Meagher     | Stany Zjednoczone | 1:00,97 |       |
| 8.      | 1   | Wang Xiaohong       | Chiny             | 1:01,15 |       |